# Chrysometa alboguttata
Chrysometa alboguttata là một loài nhện trong họ Tetragnathidae.
Loài này thuộc chi Chrysometa. Chrysometa alboguttata được Octavius Pickard-Cambridge miêu tả năm 1889.